# Скло (мінералогія)
Скло — у мінералогії — частина назви ряду мінералів, для яких характерні деякі ознаки скла — скляний блиск, аморфна структура тощо.
Розрізняють: 
- скло вулканічне (магматичні породи, які застигли настільки швидко, що не встигли розкристалізуватися; у залежності від складу і структури, вмісту води розрізняють окремі види С.в.: обсидіан, камінь смоляний (пехштейн), пемза, перліт, тахіліт, сордаваліт, гіаломелан — чорне вулканічне скло базальтового складу);
- скло Дарвінове (квінстоуніт — скловидна порода, сплавлена ударом метеорита на г. Дарвін, о. Тасманія; тектит);
- скло жіноче (застаріла назва слюди);
- скло залізне (мінерал фаяліт);
- скло кварцове (1. Лешательєрит; 2. Високоякісне скло, яке отримують з чистого кремнезему); скло кремінне (лешательєрит);
- скло марієнове, скло Марії (мусковіт або ґіпс);
- скло метеоритне (скло, що утворилося внаслідок розплавлення кварцових порід при падінні метеориту);
- скло мідне (застаріла назва куприту);
- скло московське, скло російське (зайва назва мусковіту);
- скло свинцеве (зайва назва англезиту);
- скло селенове (утворюється при підземних пожежах, копальня Джером, шт. Аризона, США),
- скло сірчане (переохолоджена сірка з вулкана Сіретоко (Японія));
- скло срібне (акантит);
- скло цинкове – (каламін).